# Cordillera Blanca
Cordillera Blanca je pohoří v peruánských Andách. Jeho nejvyšším vrcholem je Huascarán (6768 m n. m.), což je zároveň nejvyšší hora Peru. Pohoří je dlouhé 180 kilometrů a jeho šířka dosahuje 21 kilometrů. Nachází se zde 33 hor nad 5500 metrů a 722 ledovců. Pohoří leží v regionu Áncash a táhne se paralelně s údolím řeky Río Santa. Téměř celé pohoří spadá do Národního parku Huascarán.